# Doughnuts (musikgrupp)
Doughnuts var ett svenskt hardcoreband från Umeå.

## Biografi
Doughnuts började spela tillsammans tidigt 1990-tal. Till en början spelade bandet punk snarare än hardcore, detta eftersom de, enligt egen utsago, inte besatt de musikaliska talanger hardcoremusiken krävde.
Gruppen debuterade med EP-skivan Equalize Nature, utgiven på Desperate Fight Records 1994. Skivan drog till sig uppmärksamhet från amerikanska Victory Records och 1995 utgav bolaget bandets debutalbum The Age of the Circle. Skivan var influerad av såväl tidig 80-talshardcore som heavy metal.
1996 kom bandets andra och sista studioalbum, Feel Me Bleed, även detta på Victory Records.

## Diskografi[2]

### Album
- 1995 - The Age of the Circle
- 1996 - Feel Me Bleed

### EP
- 1994 - Equalize Nature

### Splits
- 1994 - Snapcase / Doughnuts

### Medverkan på samlingsskivor
- 1995 - Straight Edge as Fuck II (med låten "The Demon and the Desert")
- 1996 - Victory Style I (med låten "Impure")
- 1997 - Victory Style II (med låten "Hand Too Small")

## Medlemmar[4]
- Asa Forsberg - sång (1990-1997)
- Sara Almgren - gitarr (1990-1997)
- Sara Sjögren - gitarr (1990-1997)
- Linda Lundberg - trummor (1990-1997)
- Jenny Johansson - bas (1995-1997)
- Helena Löfgren - bas (1990-1995)